# Birdman

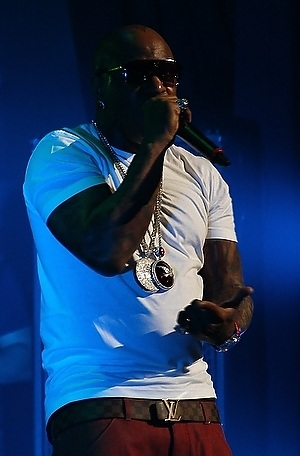
Birdman, 2010

Birdman oder Baby (* 15. Februar 1969 in New Orleans, Louisiana; bürgerlich Bryan Williams) ist ein US-amerikanischer Rapper und CEO von Cash Money Records. Laut Forbes besitzt Birdman 2016 ein Vermögen von 150 Millionen US-Dollar und ist damit der viertreichste Hip-Hop-Künstler.

## Werdegang
1991 gründete Bryan Williams zusammen mit seinem Bruder Ronald „Slim“ Williams Cash Money Records. Die Veröffentlichungen von B.G., Hot Boyz, Juvenile und vielen anderen machten das Label zu einem der wichtigsten im Süden der USA. Birdmans eigene Stimme war zunächst auf den Alben der Hot Boyz zu hören, bevor er zusammen mit dem Cash-Money-Produzenten Mannie Fresh die Gruppe Big Tymers gründete und mit dieser ab 1997 mehrere Alben veröffentlichte, die heute als Dirty-South-Klassiker gelten.
Sein erstes Soloalbum Birdman erschien 2002 und konnte Platz 24 in den Billboard-Charts erreichen. In der Folge half er mit, eine Schuhkollektion für die Firma Lugz zu entwickeln, war der Erzähler im Videospiel Midnight Club 3: Dub Edition und hatte einen Auftritt in dem Film Beauty Shop. Sein zweites Album Fast Money erschien drei Jahre nach seinem Debüt und erreichte den 9. Platz der Billboard Charts. 2006 kollaborierte er mit Lil Wayne auf dem Album Like Father, Like Son, das Platz 3 der Billboard-Charts erreichte.
2007 erschien das Album 5 Star Stunna, das Platz 18 der Billboard-Charts erreichte. Die Single Pop Bottles wurde 2007 in den USA mit einer Platin-Schallplatte ausgezeichnet. Im darauffolgenden Jahr veröffentlichte er mit The New Cash Money ein gemeinsames Album mit Brisco und Birdman Jr. (Lil Wayne). 2009 erschien das Album Priceless, welches sich auf Platz 33 in den Billboard-Charts platzieren konnte. Die im März 2009 erschienene Single Always Strapped erhielt eine Goldene Schallplatte und die im November des gleichen Jahres veröffentlichte Single Money to Blow wurde mit Platin ausgezeichnet. 2010 wurde im Vereinigten Königreich die Single I Made It (Cash Money Heroes) von Kevin Rudolf veröffentlicht, bei der neben Birdman auch Jay Sean und Lil Wayne mitwirkten. Sie erreichte in den britischen Charts Platz 37. 2011 veröffentlichte Birdman das Album Bigger Than Life.

## Diskografie

### Alben
| Jahr | Titel                 | Höchstplatzierung, Gesamtwochen, AuszeichnungChartsChartplatzierungen (Jahr, Titel, Platzierungen, Wochen, Auszeichnungen, Anmerkungen) | Anmerkungen                                                            |
| Jahr | Titel                 | US | Anmerkungen                                                            |
| ---- | --------------------- | --- | ---------------------------------------------------------------------- |
| 2002 | Birdman               | US24 Gold · (20 Wo.)US | Erstveröffentlichung: 26. November 2002                                |
| 2005 | Fast Money            | US9 (7 Wo.)US | Erstveröffentlichung: 21. Juni 2005                                    |
| 2006 | Like Father, Like Son | US3 Gold · (37 Wo.)US | Erstveröffentlichung: 31. Oktober 2006 mit Lil Wayne                   |
| 2007 | 5*Stunna              | US18 (17 Wo.)US | Erstveröffentlichung: 11. Dezember 2007                                |
| 2009 | Priceless             | US33 (18 Wo.)US | Erstveröffentlichung: 23. November 2009                                |
| 2018 | Lost At Sea 2         | US185 (1 Wo.)US | Erstveröffentlichung: 16. November 2018 mit Jacquees                   |
| 2021 | From the Bayou        | US19 (11 Wo.)US | Erstveröffentlichung: 10. Dezember 2021 mit YoungBoy Never Broke Again |

Weitere Alben
- 1993: I Need A Bag of Dope
- 2011: Billionaire Minds (mit Mack Maine)
- 2013: Rich Gang: All Stars
- 2013: The H: The Lost Album Vol. 1 (mit Rick Ross)
- 2014: Rich Gang: Tha Tour Part 1 (mit Young Thug und Rich Homie Quan)
- 2016: Lost At Sea (mit Jacquees)
- 2019: Just Another Gangsta (mit Juvenile)

### Singles
| Jahr | Titel Album                                  | Höchstplatzierung, Gesamtwochen, AuszeichnungChartplatzierungen (Jahr, Titel, Album, Platzierungen, Wochen, Auszeichnungen, Anmerkungen) | Höchstplatzierung, Gesamtwochen, AuszeichnungChartplatzierungen (Jahr, Titel, Album, Platzierungen, Wochen, Auszeichnungen, Anmerkungen) | Anmerkungen |
| Jahr | Titel Album                                  | US | UK | Anmerkungen |
| --- | -------------------------------------------- | --- | --- | --- |
| 2002 | Do That... Birdman                           | US33 (20 Wo.)US | — | Erstveröffentlichung: 2002 feat. P. Diddy, Mannie Fresh & Tateeze                                                  |
| 2002 | What Happened to That Boy Birdman            | US45 (11 Wo.)US | — | Erstveröffentlichung: 2002 feat. Clipse                                                                            |
| 2006 | Stuntin’ Like My Daddy Like Father, Like Son | US56 Platin + Platin (Mastertone) · (20 Wo.)US                                                                                           | — | Erstveröffentlichung: 18. Juli 2006 mit Lil Wayne                                                                  |
| 2007 | Pop Bottles 5*Stunna                         | US38 Gold + Platin (Mastertone) · (20 Wo.)US                                                                                             | — | Erstveröffentlichung: 15. Juni 2007 feat. Lil Wayne                                                                |
| 2009 | Always Strapped Priceless                    | US54 Gold · (17 Wo.)US | — | Erstveröffentlichung: 17. März 2009 feat. Lil Wayne                                                                |
| 2009 | Money to Blow Priceless                      | US26 Platin · (20 Wo.)US | — | Erstveröffentlichung: 16. September 2009 feat. Drake und Lil Wayne                                                 |
| 2009 | 4 My Town (Play Ball) Priceless              | US90 (3 Wo.)US | — | Erstveröffentlichung: 7. Dezember 2009 feat. Drake und Lil Wayne                                                   |
| 2010 | I Made It (Cash Money Heroes) To the Sky     | — | UK37 (5 Wo.)UK | Erstveröffentlichung: 2. Februar 2010 Kevin Rudolf feat. Birdman, Jay Sean & Lil Wayne                             |
| 2010 | Fire Flame –                                 | US64 (10 Wo.)US | — | Erstveröffentlichung: 22. November 2010 feat. Lil Wayne                                                            |
| 2012 | Ima Boss (Remix) –                           | US51 (2 Wo.)US | — | Erstveröffentlichung: 7. Februar 2012 Meek Mill feat. T.I., Birdman, Lil Wayne, DJ Khaled, Rick Ross & Swizz Beatz |
| Folgende Lieder erschienen nicht als Single, wurden aber durch das Album zum Download und Streaming bereitgestellt und konnten somit eine Platzierung erlangen: |                                              | | | |
| |                                              | | | |
| 2021 | Black Ball From the Bayou                    | US93 Platin · (1 Wo.)US | — | mit YoungBoy Never Broke Again                                                                                     |

Weitere Singles (Auswahl)
- 2002: Baby You Can Do It (feat. Toni Braxton)
- 2004: Get your Shine On (feat. Lil Wayne)
- 2004: Neck of the Woods (feat. Lil Wayne)
- 2006: Leather So Soft (mit Lil Wayne, US: Platin)
- 2007: Know What I’m Doin’ (mit Lil Wayne feat. Rick Ross und T-Pain)
- 2007: You Ain’t Know (mit Lil Wayne)
- 2007: 100 Million (feat. Rick Ross, Dre’, Young Jeezy und Lil Wayne)
- 2008: I Run This (feat. Lil Wayne, US: Gold)
- 2009: Written on Her (feat. Jay Sean)
- 2010: Loyalty (feat. Tyga & Lil Wayne)
- 2011: I Get Money (feat. Mack Maine & Lil Wayne)
- 2011: Y.U.Mad (feat. Nicki Minaj & Lil Wayne)
- 2012: Born Stunna (feat. Rick Ross)
- 2012: B-Boyz (mit Mack Maine feat. Kendrick Lamar, Ace Hood & DJ Khaled)
- 2012: Dark Shades (feat. Lil Wayne and Mack Maine)
- 2012: Shoutout (feat. French Montana und Gudda Gudda)
- 2016: Respek
- 2018: We Poppin’ (Youngboy Never Broke Again feat. Birdman, US: Platin)
- 2021: Heart & Soul (YoungBoy Never Broke Again feat. Birdman, US: Gold)
- 2021: Stunnaman (mit Roddy Ricch feat. Lil Wayne)